# 回帰線

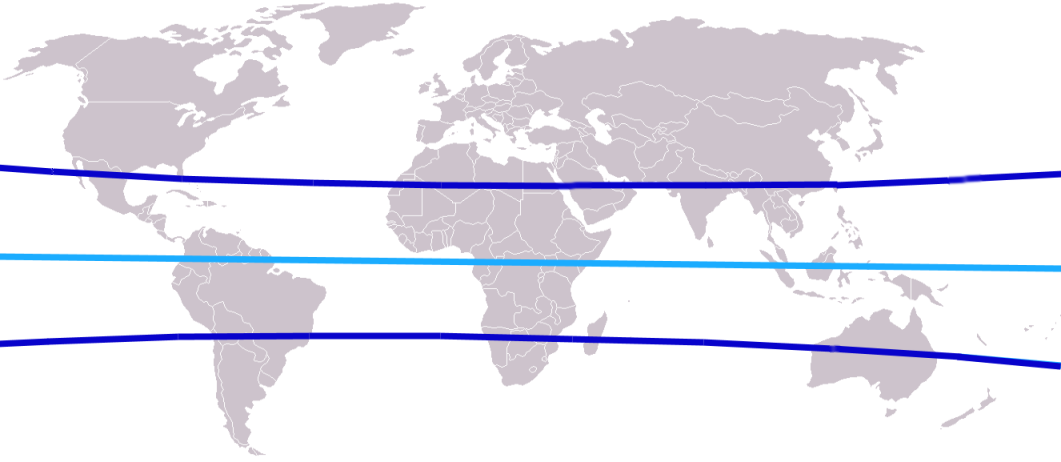
上の青線が北回帰線、中央の水色の線が赤道、下の青線が南回帰線。（ヴィンケル図法のため、緯線・経線ともにゆがみがある）

回帰線（かいきせん、英: tropic）は、赤道傾斜角（地球では23度26分）の緯線である。至線（しせん）ともいう。恒星を周回する天体（惑星や衛星など）に対し定義できるが、以下では地球の回帰線について述べる。
太陽が地表を照らす角度（太陽高度、仰角）は季節と時刻によって変化する。いちばん角度が大きくなる正午ごろの場合（このときの太陽の角度を南中高度という）、春分と秋分の日には赤道上で鉛直に照らす。また北半球の夏至には北緯23度26分で、北半球の冬至には南緯23度26分で太陽が鉛直に照らす。この緯度が最も高緯度で太陽が天頂に来る地域であり前者を北回帰線、後者を南回帰線、あわせて回帰線と呼ぶ。
英語などヨーロッパの言語で回帰線を意味する言葉（例：英: tropic）は、ギリシャ語で「帰る」（turn）という意味のtroposに由来している。「回帰線」という名称はその意訳である。
回帰線を天球に投影した赤緯線、つまり天の回帰線はかつては天球図にも描かれていたが、現代の星図には記入されない。
回帰線の緯度は地球の赤道傾斜角の変化に伴い約4万1000年周期で22.1度から24.5度の間を変化し、章動により約18.6年周期で9秒の振幅で変化する。これらは年あたり秒オーダーの変化を引き起こす。そのため秒の位まで正確に表す意義は少ないが、2005年年央値（2005.5年）においては23度26分18秒である。適当な桁で四捨五入し23度26分、23.4度などとすることが多い。なお、基準年である2000.0年（元期）における緯度は、84 381.406秒、即ち23度26分21.406秒（標準不確かさは0.001秒）である。

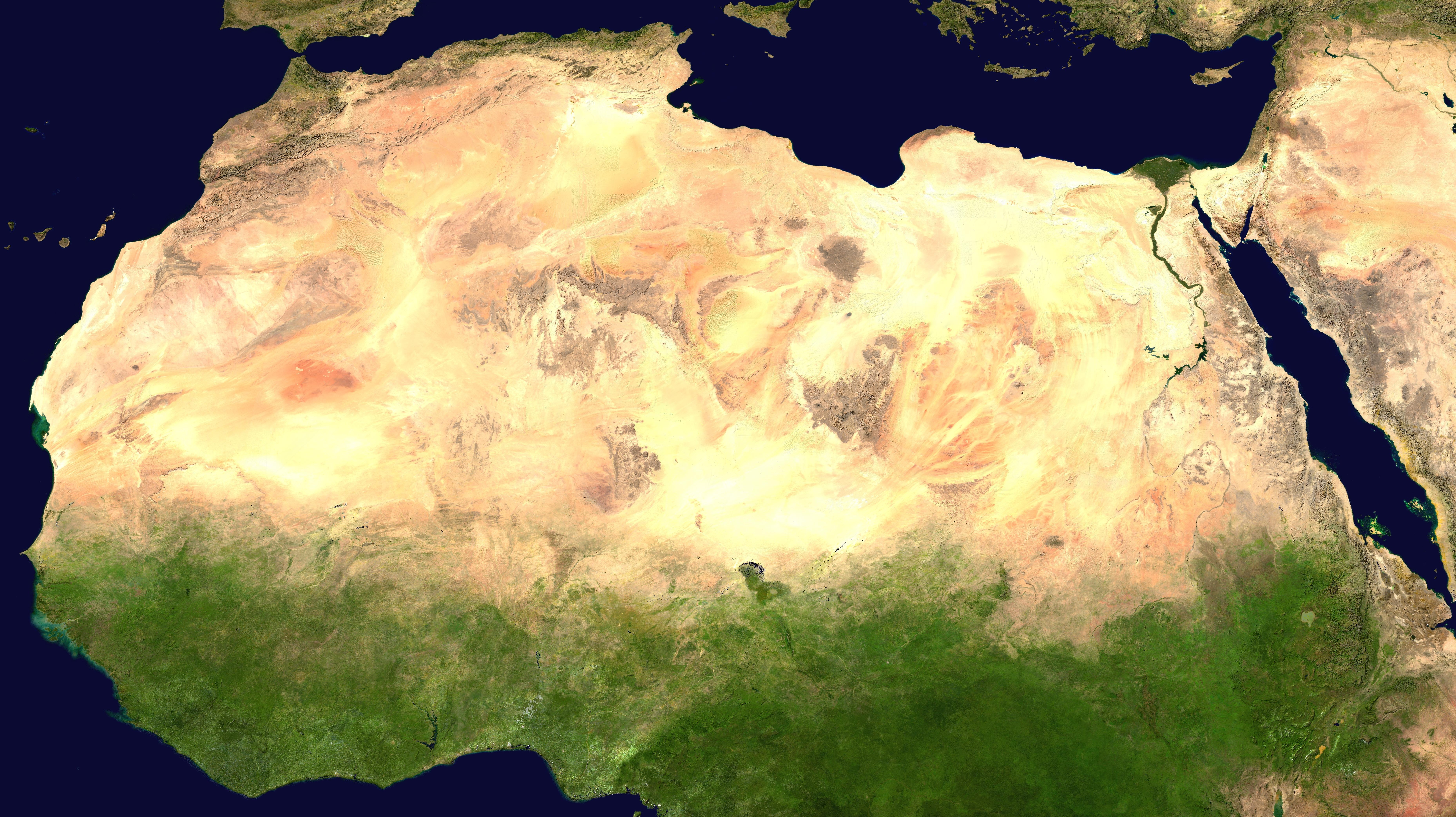
回帰線付近の砂漠の例（サハラ砂漠）

南北2つの回帰線にはさまれた地域は太陽からの放射（輻射熱）をよく受けるため年間を通して気温が高く、熱帯となっている。
回帰線付近の地域は亜熱帯高圧帯の影響により1年中乾燥し、砂漠気候となりやすい状況にある。雨量は約10mm。これは、赤道付近で起こった上昇気流が上空で乾燥しこの付近に下降してくるために起こる。年に1度太陽が真上に来ることが、亜熱帯高圧帯となっている原因ではない。